# 菊池三渓
菊池三渓（きくち さんけい、文政2年（1819年） - 明治24年（1891年）10月17日）は江戸時代後期から明治にかけての漢学者。通称は純（紀）太郎、角右衛門。名は純。字は子顕。別号は晴雪楼主人、鉄屏書屋主人。
和歌山藩儒の家系に生まれ、江戸幕府奥儒者に抜擢されたが、政変のため下総国に退隠し、明治初年まで常総諸藩を点々とした後、東京や京都で著述活動を行った。

## 生涯

### 幕臣時代
文政2年（1819年）紀伊国和歌山藩儒菊池梅軒の子として生まれた。菊池家は代々紀州徳川家に仕え、曽祖父菊池衡岳の代より儒学をもって仕えた。
安政5年（1858年）10月、徳川家茂が征夷大将軍に就任した時、成島柳北に代わって侍講に抜擢され、江戸に移った。安政6年（1859年）12月14日小納戸となり、文久3年（1863年）3月家茂に従い上洛し、8月9日小十人頭格奥儒者に抜擢されたが、元治元年（1864年）6月22日政変のため小十人頭八番組に左遷され、8月18日六番組に移り、9月30日辞職した。

### 常総時代
退隠の地を求めて給地を巡り、慶応元年（1865年）下総国宗道村松村修平宅に逗留し、筑波山に登っている。慶応2年（1866年）宗道村名主五兵衛の隠宅を借り受けて塾を開き、水海道村秋場桂園、中妻村児玉梅坪等と交流した。
明治元年（1868年）10月6日下妻村大町に移り春雪楼と号し、秋場清太郎（玉如）、富村貞次郎（玄泉）、猪瀬嘉吉、飯村丈三郎、小林秀三郎（林塘）等を弟子とした。
明治2年（1869年）8月または9月、下館藩に招かれて藩校を監督した後、暮には笠間藩に招かれ、加藤桜老別荘十三山書楼に住みながら藩校で経学を講義した。
明治3年（1870年）春下館に帰ったが、三渓の門弟と藩校生徒の間に軋轢が生じたため、水海道横町石工山崎家宅に移った。門弟等が資金を出し合って私塾の開校を計画したが、間もなく土浦藩から誘いがあったため、門弟を置いて土浦に移った。

### 明治時代
明治4年（1871年）春東京、明治5年（1872年）6月京都に移った。明治14年（1881年）東京に戻り、警視庁御用掛となった。明治16年（1883年）大阪で大阪府中学一等教諭を務めた後、明治21年（1888年）までに京都に戻った。
明治24年（1891年）中国地方、北陸地方を歴訪中、10月17日脳溢血により小浜で客死した。墓所は左京区南禅寺北ノ坊町光雲寺。画家菊池素空は養子。

## 著書
- 『晴雪楼詩鈔』明治元年（1868年）
- 『東京写真鏡』明治7年（1874年）
- 『西京伝新記』明治8年（1875年）
- 『民権講義略解』明治8年（1875年）
- 『続近事紀略』明治9年（1876年）
- 『本朝虞初新誌（中国語版） 奇文観止』明治16年（1883年）
- 『西苑記』明治17年（1884年）
- 『記事論説軌範』明治17年（1884年）
- 『漢文軌範 記事論説』明治18年（1885年）
- 『佐藤貞子伝』明治20年（1887年）

明治33年（1900年）旧蔵書が養子素空により京都大学附属図書館に寄贈され、この中に自筆稿本60点が含まれている。